# رادنی استاکی
رادنی استاکی (انگلیسی: Rodney Stuckey؛ زادهٔ ۲۱ آوریل ۱۹۸۶) بازیکن بسکتبال اهل ایالات متحده آمریکا است.
از باشگاه‌هایی که در آن بازی کرده‌است می‌توان به دیترویت پیستونز و ایندیانا پیسرز اشاره کرد.